# Goiânia
Goiânia es un municipio  brasileño, y la capital del estado de Goiás. Cuenta con una población aproximada de 1,5 millones de habitantes, y una superficie de 739,5 km². Centro de la Región Metropolitana de Goiânia, en donde viven más de 2 millones de personas.
Fundada por Pedro Ludovico Teixeira, fue construida para reemplazar a la ciudad de Goiás (antigua Vila Boa) como capital estatal, idea que ya venía gestándose desde el año 1753, con el primer gobernador de Goiás, Don Marcos de Noronha.
Otros dos gobernadores, Miguel Lino de Morais y Couto Magalhães, en 1830 y 1863 respectivamente, intentaron su transferencia, pero no fue hasta el 20 de diciembre de 1932, con Pedro Ludovico como gobernador, que se creó una comisión para el "estudio y localización de terrenos para la edificación de una nueva ciudad".
Las razones del traslado estaban de acuerdo con los intereses económicos goianos. Vila Boa había sido escogida como capital cuando la actividad económica principal de la provincia era la aurífera. Posteriormente fue claro que la ganadería y la agricultura serían los factores preponderantes en el desarrollo económico del estado.
El nombre de Goiânia fue sugerido por el profesor Alfredo de Faria Castro, vencedor de un concurso realizado por el periódico "O Social", en octubre de 1933.

## Clima
El clima de Goiânia puede ser clasificado como clima tropical de sabana (Aw), los meses más fríos son mayo, junio, julio y los más calurosos enero, febrero y marzo. De acuerdo con la clasificación climática de Köppen.

## Historia
El 24 de octubre de 1933 fue colocada la primera piedra y el 20 de noviembre de 1935 fue inaugurada. El 23 de marzo de 1937 finalmente fue promulgado el decreto que transfería la capital estatal de la ciudad de Goiás (anteriormente Vila Boa) a Goiânia.

### Accidente radiológico
En el año 1987 un material de terapia radiológica material radioactivo el Cesio-137, fue desguazado de un hospital abandonado de Goiânia provocando varias muertes y varios casos de envenenamiento por radiación.

### Goiânia actual y futura
Su desarrollo actual crea importantes problemas internos de densidad de tráfico, lo que está impulsando la implantación de un metro de superficie. Igualmente, su consolidación como una de las principales referencias brasileñas de turismo de eventos, como los conciertos de música sertaneja (country brasileño), desde mayo de 2016 cuenta con el nuevo Aeropuerto Internacional Santa Genoveva ubicado en el barrio Jardim Guanabara.
La ciudad posee un gran estadio de fútbol con capacidad para más de 45.000 personas, el Estadio Serra Dourada, que acoge partidos de primera y segunda división del Campeonato Brasileño de Fútbol, de los equipos Goiás, Atlético Goianiense y Vila Nova. Además, también es escenario de muchos conciertos y ha albergado varios partidos de la selección de fútbol de Brasil.

## Demografía
Planificada inicialmente para albergar 50 mil habitantes, experimentó un rápido desarrollo inicial; en 1950 su población había saltado ya a 53.389 personas, y en 1960 Goiânia ya contaba con 150.000 habitantes, producto todo ello de diversos factores, como el proceso migratorio interno de la década de los 50, el inicio de las obras de Brasilia y la llegada del ferrocarril.
Todo este proceso continúa, y en 1980 la ciudad cuenta con cerca de 900.000 habitantes; mientras que la población actual supera los 1,2 millones de habitantes, y si consideramos el área metropolitana de Goiânia, supera los 2 millones y medio.
En total conforman dicha área once municipios, los cuales representan un 36% de la población total del estado, en apenas una superficie del 1,5% del área total del mismo.

## Economía

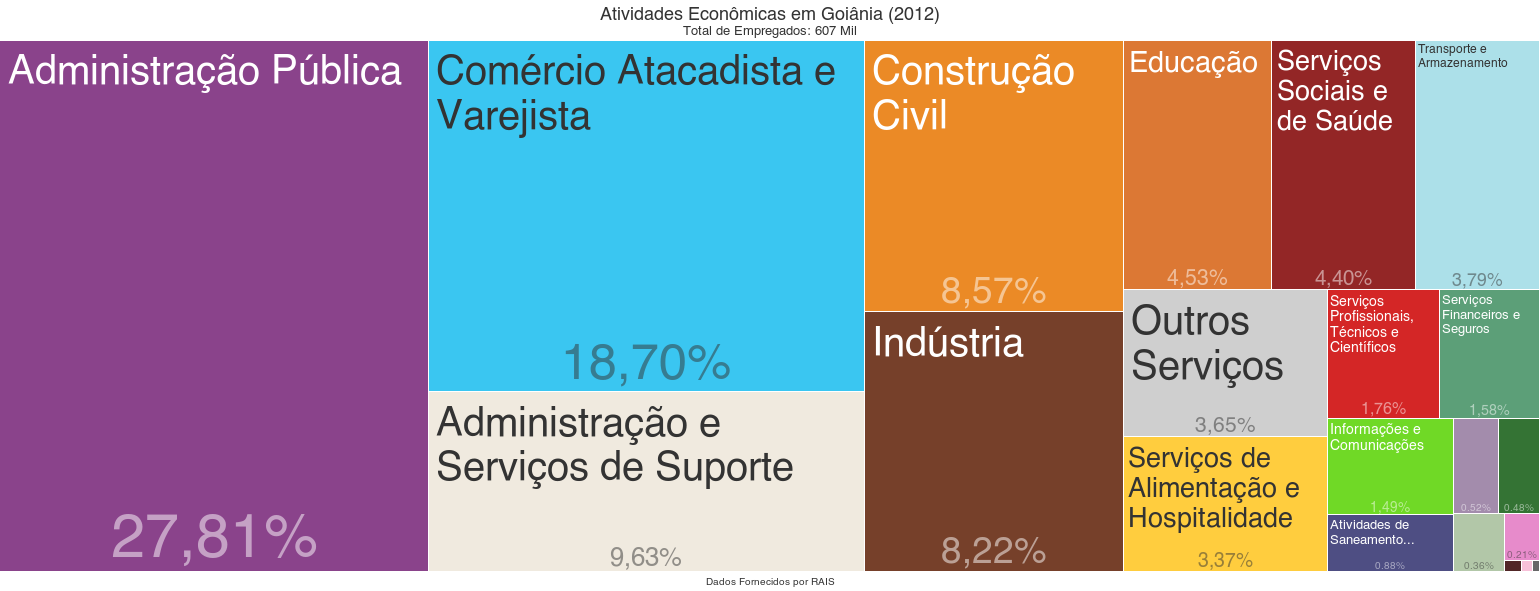
Gráfico de las principales actividades económicas de la ciudad

Goiânia es la vigésima segunda ciudad más rica de Brasil, la décima segunda entre las capitales brasileñas y la primera en su estado. Según los datos del IBGE, su producto interno bruto (PIB) en 2016 fue de R$46.094.735.000,00.

## Política
A partir de la fundación de la metrópoli hasta el golpe de 1964, la escena política de Goiania estuvo dominada por el Partido Socialdemócrata (PSD). A lo largo de la dictadura militar (1964-1985), los alcaldes de las capitales y localidades consideradas estratégicas eran nombrados por los gobernadores, lo cual hizo que la Unión de Renovación Nacional (Arena), el partido oficial del sistema, predominara en la política de Goiânia -y de cada una de las capitales- a lo largo de aquel lapso. Tras la redemocratización, la escena política local se polarizó entre el Partido del Desplazamiento Democrático De Brasil (PMDB) y el Partido de los Trabajadores (PT). Pese a ello, el Partido de la Social Democracia De Brasil (PSDB) alcanzó un exclusivo mandato en la localidad a lo largo del lapso conocido como la Nueva República. 
El Poder Ejecutivo de la metrópoli de Goiania está representado por el alcalde y su gabinete de secretarios, en cumplimiento de las posiciones de la Constitución Federal. 
El Poder Legislativo está representado por el consejo municipal, formado por 35 concejales elegidos para un mandato de 4 años (en cumplimiento de lo dispuesto en el artículo 29 de la Constitución, que prescribe un número mínimo de 33 y un número más alto de 41 para los municipios con bastante más de un millón y menos de 5 millones de habitantes).
Según el Tribunal Superior Electoral, Goiânia tiene más de 960 mil electores.